# Linus Wahlqvist
Rolf Linus Wahlqvist Egnell (ur. 11 listopada 1996(dts) w Norrköping) – szwedzki piłkarz występujący na pozycji prawego obrońcy w Pogoni Szczecin. Reprezentant Szwecji.
Swoje pierwsze kroki stawiał w drużynie Eneby BK, skąd w wieku 13 lat przeniósł się do IFK Norrköping. W 2018 roku przeszedł do Dynamo Drezno, skąd dwa lata później powrócił do IFK. Łącznie dla klubu z Norrköping rozegrał Wahlqvist 192 mecze, w których strzelił 11 goli. Od początku 2023 r. Szwed jest zawodnikiem występującej w Ekstraklasie Pogoni Szczecin.
Były zawodnik szwedzkich reprezentacji młodzieżowych. 6 stycznia 2016 roku zadebiutował w dorosłej reprezentacji.